# Kazuya Shiojiri
Kazuya Shiojiri (né le 8 novembre 1996 à Isesaki) est un athlète japonais, spécialiste du fond et du steeple.
Il porte son record personnel à 8 min 29 s 14, à Yamaguchi, le 24 juin 2018.	
Il remporte en 8 min 29 s 42 la médaille de bronze du 3 000 m steeple lors des Jeux asiatiques de 2018. 

## Palmarès
| Date | Compétition         | Lieu    | Résultat | Épreuve | Marque         |
| ---- | ------------------- | ------- | -------- | ------- | -------------- |
| 2023 | Championnats d'Asie | Bangkok | 2e       | 5 000 m | 13 min 43 s 92 |